# Stazione di Byeollae

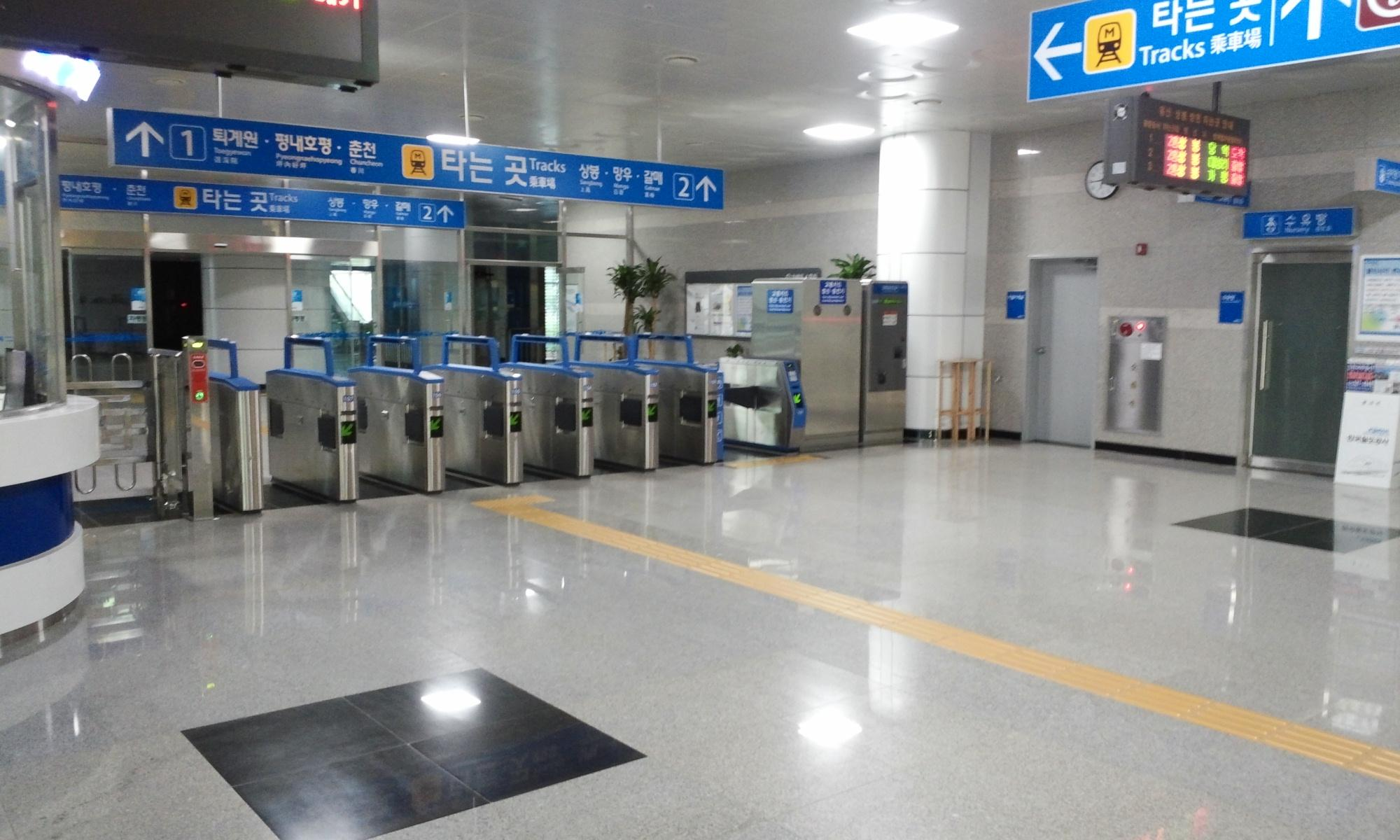
Vista del mezzanino

La stazione di Byeollae (별내역 - 別內驛, Byeollae-yeok) è una stazione ferroviaria situata a Namyangju, città del Gyeonggi, a est rispetto a Seul, in Corea del Sud, ed è servita dalla linea Gyeongchun del servizio ferroviario metropolitano Korail e, a partire dal 2020, anche dalla linea 8 della metropolitana di Seul, attualmente in costruzione.

## Linee
Korail
■ Linea Gyeongchun (Codice: P124)

### Linee in costruzione
SMRT
● Linea 8 (2020) (Codice: 814)

## Struttura
La stazione, al momento servita dalla sola linea Gyeongchun, dispone di due binari passanti su viadotto con due marciapiedi laterali. Il fabbricato viaggiatori con il mezzanino si trova sotto i binari, e possiede varchi di accesso, servizi igienici, scale mobili, ascensori e altri servizi.
| 1 | ■ Linea Gyeongchun | per Toegyewon, Pyeongnae-Hopyeong, Gapyeong, Namchuncheon e Chuncheon |
| 2 | ■ Linea Gyeongchun | per Sangbong, Cheongnyangni e Gwangundae                              |

### Stazione della metropolitana
La linea 8 sarà realizzata in superficie, sotto i binari in viadotto della linea Gyeongchun. L'apertura è prevista per il dicembre 2015.

## Stazioni adiacenti
| «                        | Servizio         | »                |
| Linea Gyeongchun         | Linea Gyeongchun | Linea Gyeongchun |
| ------------------------ | ---------------- | ---------------- |
| Galmae                   | Locale           | Toegyewon        |
| Linea 8 (in costruzione) |                  |                  |
| Guri                     | Locale           | Hwajeop          |